# Nordeste, Açores
Nordeste là một huyện thuộc Vùng tự trị Açores, Bồ Đào Nha. Huyện này có diện tích 101 km², dân số thời điểm năm 2001 là 5291 người.